# Rue du Progrès (Le Pré-Saint-Gervais)
Pour les articles homonymes, voir Rue du Progrès.
La rue du Progrès est une voie du Pré-Saint-Gervais, en France.

## Situation et accès
La rue du Progrès est dans le prolongement de la rue du Noyer-Durand à Paris, et se termine rue Lamartine. À cet endroit se trouvait le lieu-dit Le Noyer Durand.

## Historique

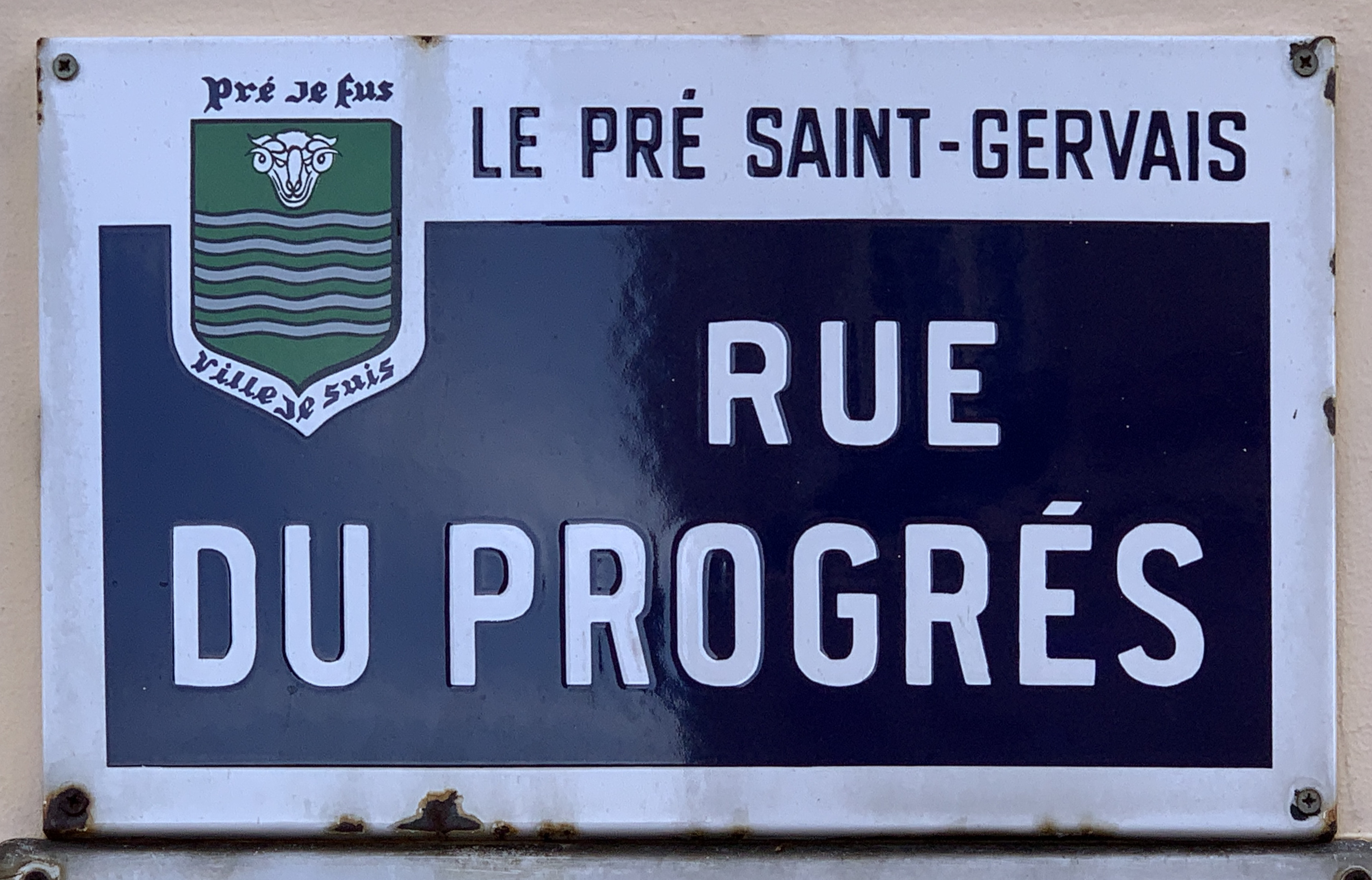
Plaque de la rue du Progrès, 2021.

La rue du Progrès fut amputée de sa moitié sud, actuelle rue du Noyer-Durand, lors de son annexion par la ville de Paris en 1932.
Des fouilles archéologiques entreprises en 1866 dans les sablières des environs ont permis de mettre au jour des fossiles datant de l'ère quaternaire.
Bien que très urbanisée dès 1938, la rue a conservé en partie son caractère pavillonnaire.